# Cercococcyx montanus
El cuco colilargo montano (Cercococcyx montanus) es una especie de ave cuculiforme de la familia Cuculidae que vive en el este de África.

## Distribución y hábitat
Se encuentra en Burundi, Kenia, Malaui, Mozambique, República Democrática del Congo, Ruanda, Tanzania, Uganda, Zambia y Zimbabue.